# Хімічний завод у Пон-де-Кле
Хімічний завод у Пон-де-Кле – виробничий майданчик хімічного спрямування на південному сході Франції.
Хімічний майданчик в Пон-де-Кле ввела в дію у червні 1916 року на замовлення французької держави компанія Société du Chlore Liquide з метою продукування хімічної зброї – вироблений хлор служив сировиною для іншого підприєимства, яке випускало фосген та іприт. Завод використовував технологію електролізу та споживав хлорид натрію, поставки якого здійснювались з соляного промислу Salin d’Aigues-Mortes, розташованого дещо західніше від устя Рони. Доставку солі провадили по залізниці потягами, що могли доправити 1000 тонн вантажу за рейс. Окрім хлору електроліз також давав каустичну соду та водень (останній використовували для наповнення аеростатів).
В 1923-му Société du Chlore Liquide була поглинута компанією Societe Progil (Produits Chimiques Gillet — дочірня структура групи Gillet, яка опікувалась її хімічним напрямком).
З плином часу асортимент продукції розширили за рахунок похідних хлору – монохлорбензену та парадіхлорбензену, а в 1928-му почали випуск оксихлориду міді. В 1935-му організували використання водню для продукування ароматичних сполук – фенолу, крезолу, ксиленолу та нафталіну. В наступному десятилітті додали дихлоретан (1941), біфеніл (1943), процеси гідрування ацетону (1943) та хлорування бензолу (1944).
Подальший розвиток майданчику відбувався переважно у співробітництві з іншими хімічними концернами:
- в 1953-му запустили нафтохімічне виробництво кумолу шляхом реакції бензолу та пропілену, після чого кумол використовували для отримання фенолу та ацетону. Цей проект реалізували через спільне підприємство Progil-Electrochimie (PROGELEC) на паритетних засадах з компанією Société d’électrochimie, d’électrométallurgie et des aciéries électriques d’Ugine (SECEMAEU). В 1958-му запустили виробництво оксиду пропілену, а з 1961-го асортимент розширив бісфенол А (продукт реакції фенолу та ацетону). З 1972-го поставки пропілену здійснювали по пропіленопроводу Фейзен – Руссійон;
- у 1959-му разом з німецьким концерном Bayer та SECEMAEU створили спільне підприємство Progyl-Bayer-Ugine, що узялось за продукування поліестеру, а не пізніше 1978-го розпочало випуск мономерів поліуретану – ізоціанатів;
- в 1962-му спільне з Rhone-Poulenc підприємство Rhone-Progil організувало виробництво органічних кислот – оцтової, пропіонової, мурашиної та бурштинової;
- у 1967-му розширили виробництво кумену завдяки запуску нового цеху, що належав компанії Atlantique-Progil-Electrochimie, створеній на паритетних засадах з нафтогазовою Aquitaine (з 1976-го після злиття з Elf-ERAP стала Elf-Aquitaine).
З 1965-го поставки хлориду натрію почали здійснювати по розсолопроводу Отрів – Пон-де-Кле.
У 1970-х роках відбулось входження Progil до концерну Rhone-Poulenc, який в 1982-му на тлі загальної кризи французької хімічної промисловості був націоналізований. При цьому зупинили продукування оксиду пропілену (1981), органічних кислот (1982), фенолу, ацетону. Також в 1984-му припинили виробництво поліестеру, але в цьому випадку на користь розширення роботи з ізоціанатами.
В 1993-му відбулась реприватизація Rhone-Poulenc, а в 1998-му провели реформу, за якою в Rhône-Poulenc залишився напрям фармацевтики, тоді як інший хімічний бізнес (і, зокрема, розташований в Пон-де-Клер) виокремили в дочірню компанію Rhodia (в середині 2000-х Rhône-Poulenc продала всі належні їй акції Rhodia). При цьому вирішили суттєво скоротити асортимент продукції та зосередитись на найбільш привабливих напрямках, тому в 1997-му почали перетворення майданчику в Пон-де-Клер у індустріальний парк хімічного спрямування, де провадить діяльність цілий ряд компаній.
Зокрема, в 2008-му Rhodia продала напрямок ізоціанатів шведській Perstorp. Станом на початок 2010-х їй належали виробництва толуолдіізоціанату (до 100 тисяч тонн на рік), толонатів та гексаметилендіізоцианату (35 тисяч тонн на рік), а також хлору (120 тисяч тонн на рік, з яких біля 100 тисяч тонн споживало власне виробництво ізоцианатів), соляної кислоти (100 тисяч тонн на рік) та каустичної соди. В 2012-му Perstorp передала завод до новоствореної компанії Vencorex, в якій вона та таїландська PTT володіли частками у 49% та 51% відповідно. Надалі Perstorp почала продавати свої акції партнеру і в 2022-му PTT стала одноосібним власником Vencorex.
На тлі конкуренції з азійськими виробниками Vencorex потрапила у важке фінансове становище, про що свідчило прийняте в 2024 році рішення суду щодо призначення конкурсного управляючого. Варто відзначити, що у випадку припинення роботи Vencorex очікувалось закриття хімічного заводу в розташованій неподалік індустріальній зоні Жаррі, який залежав від Пон-де-Кле у інфраструктурних питаннях.
Серед інших підприємств, пов’язаних з хімічним парком Пон-де-Кле, можливо згадати такі компанії, як:
- Ferracid (спільне іпдприємство Feralco та Seqens) з річною потужністю у 60 тисяч тонн хлориду заліза, 13 тисяч тонн альфа-метилстирену, 8 тисяч тонн ізопропанолу та 2 тисячі тон ацетофенону;
- Seqens, що має виробництво з річною потужністю у 12 тисяч тонн хлориду кальцію. Первісно цим займалась Novacid, що була дочірньою структурою Novacap – компанії, яка була створена в 2003-му шляхом виділення з Rhodia. В 2019-му після злиття всіх дочірніх компаній Novacap з Produits chimiques et auxiliaires de synthèse (PCAS) і виникла Seqens.